# Инчхе
Инчхе — село в Каякентском районе Республики Дагестан. Входит в состав муниципального образования «Новокаякентский сельсовет».

## Географическое положение
Село расположено у побережья Каспийского моря, чуть южнее впадения в него реки Инчхеозень, в 15 км к северу от районного центра — села Новокаякент и в 12 км к юго-востоку от города Избербаш.
В селе функционирует железнодорожная станция Инчхе Северо-Кавказской железной дороги.

## История
Село образовано как посёлок при одноимённой железнодорожной станции.

## Население
| 2010 | 2021 |
| ---- | ---- |
| 195  | ↘186 |

Национальный состав
По результатам Всероссийской переписи населения 2010 года:
| № | Национальность | Численность, чел. | Доля    |
| - | -------------- | ----------------- | ------- |
| 1 | даргинцы       | 177               | 90,77 % |
| 2 | кумыки         | 8                 | 4,11 %  |
| 3 | азербайджанцы  | 5                 | 2,56 %  |
| 4 | другие         | 5                 | 2,56 %  |

По данным Всероссийской переписи населения 2021 года:
| №        | Национальность | Численность, чел. | Доля   |
| -------- | -------------- | ----------------- | ------ |
| 1        | кумыки         | 93 ▲              | 50,00% |
| 2        | даргинцы       | 93 ▼              | 50,00% |
| 2.000001 | не указавшие   | 0                 | 0 %    |
| 2.000002 | прочие         | 0                 | 0 %    |
| 2.000003 | всего          | 186               | 100 %  |

## Экономика
В селе расположено несколько туристических баз и баз отдыха.